# Brachyamblyopus brachysoma
Brachyamblyopus brachysoma är en fiskart som först beskrevs av Bleeker, 1853.  Brachyamblyopus brachysoma ingår i släktet Brachyamblyopus och familjen smörbultsfiskar. Inga underarter finns listade.